# Cyperochloeae
Cyperochloeae es una tribu de plantas herbáceas perteneciente a la familia de las poáceas.

## Géneros
Cyperochloa